# 雅盖隆王朝
雅盖隆王朝，也译作雅盖洛王朝、亞捷隆王朝，是源自立陶宛大公的格迪米納斯王朝的中歐王朝，於14世紀到16世紀時曾經統治今日的立陶宛、波蘭、白俄羅斯、烏克蘭、拉脫維亞、愛沙尼亞、加里寧格勒，以及部份的俄羅斯、匈牙利、捷克及斯洛伐克。
在中世紀後期的波蘭及立陶宛同時由該王朝管治，因此合稱為波蘭立陶宛聯盟，然而兩國一直要到1569年才在行政上合併成為一個聯邦國家。另外，有一位亞蓋隆王朝的君主曾短暫同時管治波蘭及匈牙利（1440年–1444年），另外兩位曾同時統治匈牙利及波希米亞王國（1490年–1526年），之後成為了哈布斯堡王朝的東線。

## 統治
王朝的成員曾經是以下國家的君主：
- 立陶宛大公国（1377年–1392年 及 1440年–1572年）
- 波蘭王國（1386年–1572年）
- 匈牙利王國（1440年–1444年 及 1490年–1526年）
- 波希米亞王國（1471年–1526年）

## 參看
- 立陶宛统治者列表
- 波兰君主列表
- 烏克蘭統治者列表
- 匈牙利君主列表
- 波西米亚君主列表
- 亞捷隆大學

## 外部連結
- Pages and Forums on Lithuanian history （页面存档备份，存于）
- Jagiellonian Observatory （页面存档备份，存于）